# Industrie Radio Elettriche Liguri
La società Industrie Radio Elettriche Liguri S.p.A., conosciuta con l'acronimo IREL, è stato un produttore italiano di componenti elettronici.
L'impresa nacque a Genova nel 1944, e la sua attività si svolgeva in un capannone nel quartiere Molassana, che consisteva principalmente  nella produzione di altoparlanti. 
L'industria crebbe rapidamente, collocandosi tra i maggiori produttori europei di altoparlanti e fornitore di numerose aziende, sia nazionali che estere, produttrici di apparecchi radiofonici e televisivi. Tra le aziende italiane di elettronica rifornite dalla IREL vi erano importanti firme come Geloso ed Emerson. Con queste due società, la IREL costituì un consorzio nel 1972 denominato FIREM (Fabbriche Italiane Riunite Elettroniche e Meccaniche), che aveva sede a Genova e che venne presieduto dal patron di Emerson, Giovanni Borghi.    
Fin dalla sua fondazione, l'azienda lavorò anche in ambito industriale rifornendo il cantiere navale di Sestri Ponente, per il quale produceva impianti elettrici, ottici e acustici per trasmissioni e segnalazioni di bordo da montare sulle navi, e tachimetri per motonavi.
IREL non si limitò soltanto a fornire i propri prodotti ad altre aziende, ma li distribuì anche sul mercato. Gli altoparlanti IREL, grazie alla loro qualità, conquistarono ampi consensi nei mercati italiano ed europeo, ed erano quelli montabili negli impianti stereofonici ad alta fedeltà, negli amplificatori, negli strumenti musicali e nelle automobili.
Negli anni ottanta, la IREL  fu colpita da una crisi finanziaria, nonostante la buona presenza sul mercato e la notevole capacità produttiva. Per tentare di far uscire dalla crisi l'azienda genovese, che occupava 170 dipendenti, nel 1984, fece ingresso nel suo capitale la finanziaria pubblica REL, acquisendone il 34%, e con un finanziamento iniziale di 2,7 miliardi di lire che sarebbero poi divenuti 8 nell'arco di tre anni. 
L'intervento pubblico nel capitale della IREL si dimostrò vano, visto che l'azienda genovese fallì nel 1987 e fu chiuso definitivamente lo stabilimento.